# Isabel de Ocampo
Isabel de Ocampo García (Salamanca, 1970) es una directora de cine, guionista y productora española. En 2009 fue ganadora de un Premio Goya al mejor cortometraje de ficción por "Miente" y en 2012 fue nominada al Goya como directora novel por su largometraje "Evelyn".

## Biografía
Licenciada en Comunicación Audiovisual por la Universidad Complutense de Madrid, estudió Dirección en la Escuela de Cinematografía de Madrid (ECAM) de la que fue Madrina de Honor en la 18º promoción en 2015. Comenzó a trabajar a los 17 años como locutora en la Cadena Ser de Salamanca, pasando posteriormente a Onda Cero, y combinando estudios y trabajo. También trabajó como redactora creativa en una empresa de publicidad. Al finalizar en la Universidad sus estudios de cine comenzó su aprendizaje del medio como meritoria de dirección, después como auxiliar y como ayudante de dirección, hasta que se estableció como script. 
En 1998 realizó su primer cortometraje “Cría zapatillas y te sacarán los cordones” al que siguieron “Tus labios” (2003) y “EspermaZotoides” (2005). En 2003 creó la productora Mandil Audiovisuales con la que produce sus cortometrajes y documentales. 
De 2012 a 2014 asumió la presidencia de  CIMA Asociación de mujeres cineastas y de medios audiovisuales, organización a la que pertenece desde 2010 tomando el relevo a Inés París al frente de la organización durante los primeros seis años. También fue presidenta ejecutiva de la Red Europea de Mujeres (EWA European Women's Audiovisual Network) durante el periodo 2012-2018.
En 2009 obtuvo el premio Goya al Mejor cortometraje de ficción por Miente y 2012 nominada al Goya a la Mejor Dirección Novel por su largometraje Evelyn, la historia de una mujer latinoamericana que viaja desde su pueblo natal a España pensando que va a trabajar de camarera, pero es engañada y secuestrada para ejercer la prostitución en un club de carretera y convertida en esclava sexual.
En 2014 estrenó Piratas y Libélulas, documental sobre el poder terapéutico del teatro en los barrios conflictivos, que obtuvo una Mención Honorífica del Jurado en el Festival Internacional de Valladolid SEMINICI 2013. En el 2015 inició el rodaje del documental Serás hombre estrenado en la Seminci en Valladolid en 2018 sobre machismo, masculinidad y prostitución.
En 2017 se sumó a la campaña internacional Me Too denunciando que a los 14 años sufrió una agresión sexual en el instituto.
En el año 2018 presenta el documental "Serás Hombre" donde se define como abolicionista de la prostitución.
En abril de 2020 durante la crisis de la pandemia del coronavirus la cineasta cedió de manera temporal su premio Goya, obtenido en el año 2009 a los sanitarios del hospital Ramón y Cajal de Madrid, como forma de premiar de manera simbólica tanto a estos profesionales sanitarios como a los pacientes con coronavirus porque «sobrevivir al COVID-19 es algo muy grande y merece un premio» y pidió a sus compañeras y compañeros premiados con un Goya que siguieran la iniciativa y también los cedieran.

## Filmografía
- 1998, Cría zapatillas y te sacarán los cordones. Cortometraje
- 2003, Tus labios. Cortometraje
- 2005, EspermaZotoides. Cortometraje
- 2008, Miente. Cortometraje
- 2008, En la línea Azul - In The Blue Line. Mediometraje
- 2012, Evelyn. Largometraje
- 2012, La raya que me raya. Cortometraje
- 2013, Piratas y Libélulas. Documental
- 2018, Serás hombre. Largometraje Documental

## Premios y reconocimientos
- 2009: Goya al mejor cortometraje por Miente
- 2012: Nominación - Mejor Director Novel por Evelyn
- 2013: Festival de Cine Europeo de Sevilla Sección Especial por Piratas y Libélulas
- 2013: Festival de Valladolid - SEMINCI Mención Especial del Jurado en Tiempo de Historia por Piratas y Libélulas
- 2021: Premio Francisca de Pedraza contra la violencia de género, otorgado por la Asociación de Mujeres Progresistas de Alcalá de Henares.